# Stebno

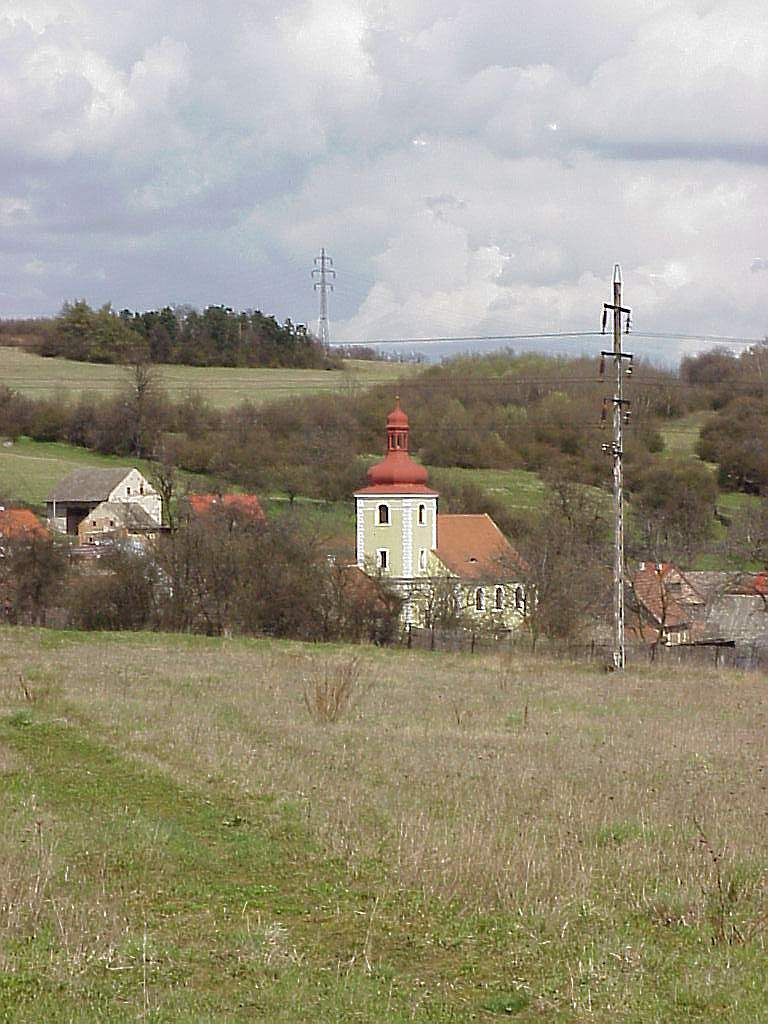
Blick auf Stebno von Südwesten

Stebno (deutsch Stöben, früher Steben) ist eine Gemeinde in Tschechien. Sie liegt fünf Kilometer südlich von Ústí nad Labem und gehört zum Okres Ústí nad Labem.

## Geographie
Stebno befindet sich im linkselbischen Teil des Böhmischen Mittelgebirges zwischen den Tälern der Bílina und Elbe auf der Hochfläche Podlešínská pláň (Staudenbergmasse, auch Padloschiner Hochfläche) in der Quellmulde des Baches Moravanka. Nördlich erhebt sich der Hlava (Glaber, 510 m), im Osten der Vaňovský vrch (561 m), südöstlich die Černová (503 m) und Skalky (454 m), im Süden der Smrčník (368 m) und Na Kamenech (451 m), westlich die Volská hora (309 m) und im Nordwesten der Široký kámen (399 m).
Nachbarorte sind Milbohov im Norden, Podlešín und Vaňov im Nordosten, Chvalov und Dolní Zálezly im Südosten, Moravany und Dubice im Süden, Radejčín und Habrovany im Südwesten, Suchá und Stadice im Westen sowie Koštov im Nordwesten.

## Geschichte
Das Dorf an der alten Handelsstraße von Ústí nad Labem nach Prag wurde wahrscheinlich um 1000 gegründet. Die erste urkundliche Erwähnung des Dorfes und der Kirche stammt aus dem Jahr 1352. 1360 hatte Zdeněk Syrso von Dubice das Patronat über die Kirche in Stebno. Zu dieser Zeit bestand in Stebno ein herrschaftlicher Hof. Bis 1405 gehörte Stebno den Brüdern Rüdiger und Erhard von Sullowitz. 1542 erwarben die Brüder von Mühlen auf Untertürmitz das Dorf. Danach blieb das Dorf bis zur Mitte des 19. Jahrhunderts immer zu Türmitz untertänig. 1638 lagen von den 15 Anwesen des Dorfes vier wüst. In der berní rula von 1654 sind für Stebno 13 Wirtschaften, davon zwölf Chalupner, ausgewiesen. 1757 wurde das Dorf von preußischen Truppen gebrandschatzt. In den Jahren 1801, 1832 und 1833 brachen in Stöben Großfeuer aus.
Nach der Aufhebung der Patrimonialherrschaften bildete Stöben/Stebno mit dem Ortsteil Elbogen ab 1850 eine politische Gemeinde im Gerichtsbezirk Außig bzw. Bezirk Außig. Die Gemeinde Stöben hatte im Jahre 1930 276 Einwohner, die größtenteils Deutsche waren. Nach dem Münchner Abkommen wurde die Gemeinde 1938 dem Deutschen Reich zugeschlagen und gehörte bis 1945 zum Landkreis Aussig. 1939 hatte die Gemeinde 240 Einwohner. 1945 kam Stebno zur Tschechoslowakei zurück, die deutschen Bewohner wurden vertrieben. 1948 wurde die Gemeinde dem Okres Ústí nad Labem-okolí und 1961 wieder dem Okres Ústí nad Labem zugeordnet. Die Eingemeindung von Podlešín und Suchá erfolgte 1961. 1973 kam noch Chvalov, das zuvor zu Dolní Zálezly gehört hatte, hinzu. Zwischen 1980 und 1991 war Stebno mit seinen Ortsteilen nach Řehlovice eingemeindet. Seit Beginn des Jahres 1992 besteht die Gemeinde Stebno wieder.

## Ortsgliederung
Die Gemeinde Stebno besteht aus den Ortsteilen Chvalov (Qualen), Milbohov (Elbogen), Podlešín (Padloschin), Stebno (Stöben) und Suchá (Suchey).
Das Gemeindegebiet gliedert sich in die Katastralbezirke Chavalov, Podlešín u Stebna, Stebno u Dubic und Suchá u Stebna.

## Sehenswürdigkeiten
- Kirche des hl. Simon und Judas Thaddäus, Barockbau aus dem Jahre 1692
- Kapelle des hl. Florian in Suchá, erbaut 1852
- Kapelle des hl. Johannes und Paulus in Podlešín
- Kapelle des hl. Prokop in Chvalov, errichtet 1834
- Kreuz, südlich des Dorfes am Weg nach Moravany an der Stelle eines alten Pestfriedhofes